# Estación Farellón Sánchez
Farellón Sánchez fue una estación ferroviaria correspondiente al Longitudinal Norte ubicada en la comuna de Illapel, en la Región de Coquimbo, Chile. Fue parte de la extensión del Longitudinal Norte. Actualmente no quedan restos de la estación.

## Historia
Con el proceso de conexión de las vías ferroviarias del norte de Chile a través del Longitudinal Norte, una extensión ferroviaria entre la estación Illapel y Estación San Marcos construida desde norte a sur que inició sus obras en 1910 y fue entregada e inaugurada en 1913. Sin embargo, la estación es mencionada posterior a 1958 bajo el nombre Desvío Mina Sánchez. Actualmente es reconocida como estación Farellón Sánchez.
La estación entregaba servicios de carga para el poblado Farellón Sánchez, que se encontraba asociado a una planta metalúrgica. Actualmente la estación se encuentra abandonada.